# キャリー・フクナガ
キャリー・ジョージ・フクナガ（Cary 
Joji Fukunaga, 1977年7月10日 - ）は、アメリカ合衆国の映画監督、脚本家、作家、撮影技師。

## 生い立ち
キャリー・ジョージ・フクナガはカリフォルニア州オークランドで生まれた。フランス、日本及び、メキシコシティに滞在し、現在はニューヨークに拠点を置く。父親が日系アメリカ人三世で母親の祖父がスウェーデン系である。母方の祖母からドイツ系とイギリス系の血も受け継いでいる。
第二次世界大戦中に起きた日系人の強制収容に伴い、父親はユタ州のトパーズ戦争移住センターで誕生した。一方母方の祖父は、第二次世界大戦では、戦闘機の操縦者だった。
フクナガはカリフォルニア大学サンタクルーズ校（歴史での文学士号）を卒業した。グルノーブル政治学院でも学んだ。ニューヨーク大学の映画プログラムに在学中にサンダンス映画際のラボに応募した脚本が通り、『ヴィクトリア・パラ・チーノ』を撮った。アレック・ボールドウィンがホストをつとめるラジオ番組 Here's The Thingにて、「正確に言うとNYUの映画プログラムは卒業していない」と語った。
米国ロックフェラー財団、ジョン・H・ジョンソン映画賞/グレース妃財団、及びカトリン・カートリッジ財団からの奨学金を含むいくつかの助成金を受けている。英語に加え、フランス語とスペイン語に堪能である。
両親の離婚後、母親の再婚相手がメキシコ系アメリカ人だったため、幼少の頃はメキシコのビーチで地元の子供たちと遊び、そこでスペイン語を覚えたという。フランス語を習得した後、フランス語の文法をもとに、スペイン語を学びなおしたという。
2001年、スノーボードをするために、北海道で6か月暮らし、そこで英語とフランス語を教えていた。

## 経歴
短編映画『ヴィクトリア・パラ・チーノ』（2004年）がサンダンス映画祭で上映され、2005年に学生アカデミー賞を受賞。この短編映画は、2003年5月に米国テキサス州ヴィクトリアを走るハイウェイ77沿いの放置されたトレイラーの中から、17名が遺体で発見された実在の事件をもとにしている。
2009年、移民たちの過酷な現実を描いた『闇の列車、光の旅』で長編映画デビューを果たす。第5回オースティン映画批評家協会賞外国語映画賞。
2010年、シャーロット・ブロンテの長編小説『ジェーン・エア』を、ミア・ワシコウスカ主演で映画化。2011年3月11日に米国で公開され、日本では2012年に公開された。
HBO系列放送のTVドラマ『TRUE DETECTIVE/二人の刑事』ではシーズン1(2014年)の監督を務め、同年のエミー賞にて、ドラマシリーズ部門最優秀監督賞を受賞した。アフリカの内戦を題材にしたウゾディンマ・イウェアラの小説『ビースト・オブ・ノー・ネーション』をイドリス・エルバ主演で映画化、第72回ヴェネチア国際映画祭で上映されるとマルチェロ・マストロヤンニ賞を受賞、2015年に公開された。

## 人物
2020年公開の『007』映画第25作目『007 ノー・タイム・トゥ・ダイ』の監督を務めた。
- ニューヨーク大学在学中に手がけた『ヴィクトリア・パラ・チーノ』のベースになった事件はニューヨーク・タイムズ紙で偶然知り、一時はこの題材はスケールが大きすぎると怖気づいたものの、「やはりこれしかない」と思いなおして作り上げた。この短編映画をつくった後に、中南米から北米にやってくる移民の実態を調べて長編映画にしたのが『闇の列車、光の旅』である。『ヴィクトリア・パラ・チーノ』では、母親のグレッチン・メイ・グルーフマンがプロデューサーとしてクレジットされている。
- 『ビースト・オブ・ノー・ネーション』のPRのため来日した際、最も影響を受けた日本人監督はおそらく今村昌平と言っている。「マーティン・スコセッシ監督がやっている撮影技法・カメラワークを今村監督は20年前にすでにやっていて、特に『豚と軍艦』、『にっぽん昆虫記』は素晴らしい」と語っている。その他にも、是枝裕和監督の、リアリズムとナチュラリズムを評価しており、『誰も知らない』を挙げている。
- ロサンジェルスでの最初の仕事は、デスティニーズ・チャイルドのミュージックビデオ「サヴァイヴァー（英語版）」のカメラマン助手だった。
- 母親が1943年版の『ジェーン・エア』が好きで、昔一緒によく観ていたので（『ジェーン・エア』の監督を務めた時には）このバージョンの映画を意識した、と語っている。
- 『ジェーン・エア』のプロモーションでドイツを訪れた際、今までに影響を受けた映画を下記の通り挙げている。スティーヴン・スピルバーグの『太陽の帝国』。映画のストーリーで圧倒されたのはこの映画が初めてだと言ってる。そして、1972年の『ゴッドファーザー』は、フィルム・メーカーになってから、一番何度も観直した映画だと言っている。テレンス・マリック監督の1973年製作、『地獄の逃避行』。同監督の『天国の日々』、『シン・レッド・ライン』を挙げている。なお、初めて観たマリック映画が『シン・レッド・ライン』だったという。その他に、ポール・トーマス・アンダーソン監督の、『パンチドランク・ラブ』と、チェコ・スロバキア出身のミロス・フォアマン監督による『ブロンドの恋』を挙げている。
- LAでの『ビースト・オブ・ノー・ネーション』のPRでは、スタンリー・キューブリック監督の『突撃』などを、影響を受けた映画として挙げている。
- 2022年、複数の女性から、不適切な性的誘惑、セクシャルハラスメントの告発を受けたが[9]、新作映画の撮影中としてコメントを控えている。

## 作品

### 映画
| 年   | 題名                                                | 備考             |
| ---- | --------------------------------------------------- | ---------------- |
| 2004 | Victoria para chino                                 | 監督             |
| 2009 | 闇の列車、光の旅 Sin nombre                         | 監督             |
| 2011 | ジェーン・エア Jane Eyre                            | 監督             |
| 2015 | ビースト・オブ・ノー・ネーション Beast of No Nation | 監督             |
| 2017 | IT/イット “それ”が見えたら、終わり。 It             | 脚本             |
| 2018 | エイリアニスト The Alienist                         | 製作総指揮・脚本 |
| 2020 | ジョー・ベル 〜心の旅〜 Joe Bell                    | 製作             |
| 2021 | 007 ノー・タイム・トゥ・ダイ No Time to Die         | 監督・脚本・原案 |
| TBA  | 77 Blackout                                         | 監督             |
| TBA  | Blood on Snow                                       | 監督             |

### テレビドラマ
| 年   | 題名                                     | 備考                                                       |
| ---- | ---------------------------------------- | ---------------------------------------------------------- |
| 2014 | TRUE DETECTIVE/二人の刑事 True Detective | シーズン1監督                                              |
| 2018 | マニアック Maniac                        | Netflixオリジナルリミテッドシリーズ 監督・脚本・製作総指揮 |